# Sergio Vartolo
Sergio Vartolo (Bolonya (Emília-Romanya), 9 de setembre, 1944), és un clavicembalista, organista i director italià.

## Biografia
Nascut el 1944, Sergio Vartolo es va graduar en orgue i clavicèmbal al "Conservatori Giovanni Battista Martini de Bolonya", graduant-se al mateix temps en literatura a la universitat local.
Des de 1970 ha estat actiu com a concertista a Itàlia i a l'estranger. Ha estat professor de teoria i solfeig, clavicèmbal i història de la música als conservatoris de Foggia, Bolonya, Verona, Pàdua, Ferrara i Venècia. També va ser investigador al DAMS de Bolonya. De 1984 a 1998 va ser mestre de la capella musical de San Petronio.
Ha gravat nombrosos CD per a algunes companyies discogràfiques, guanyant diversos premis. També és acadèmic filharmònic a Bolonya.